# 주니퍼 실드 작전
주니퍼 실드 작전(영어: Operation Juniper Shield) 또는 항구적 자유 작전 - 트란스 사하라(영어: Operation Enduring Freedom – Trans Sahara, OEF-TS)는 미국과 아프리카 사하라/사헬 지역의 동맹국이 수행하고 있는 군사 작전으로 반테러 활동과 마약 및 무기 밀반입이 중앙아프리카에서 성행하지 못하도록 막는 것이 주요 임무이다. 이 작전은 테러와의 전쟁의 일부이기도 하다. 아프리카 내에서 수행 중인 다른 항구적 자유 작전에는 항구적 자유 작전 - 아프리카의 뿔이 있다.
미국 의회는 범사하라 반테러 계획에 6년 동안 50억 달러를 투자하기로 승인했으며 아프리카 국가 중 알카에다로부터 위협을 받는다고 판단되는 알제리, 차드, 말리, 모리타니, 니제르, 세네갈, 나이지리아, 모로코가 주요 대상국이다. 이 계획은 2004년 12월 수립된 범사하라 계획에 기초하여 지어진 것이다. 또한 미국 의회는 이 계획의 주요 현안을 무기 및 마약 밀반입, 반테러 활동 등으로 지정했다. TSCTI는 군사적 요소와 비군사적 요소가 모두 포함되어 있으며 이 중 항구적 자유 작전-트란스 사하라는 군사적 요소에 해당된다. 미국 국제개발청의 교육 프로그램이나 항공보안, 미국 재무부와 미국 국무부의 민간 투자는 비군사적 요소에 해당된다. 캐나다는 2011년 전반에 걸쳐 15명의 CSOR 요원을 말리에 투입하여 전투 단체들과 교전할 수 있도록 도움을 주었다.  특수부대가 전투에 참전하지는 않을 것으로 보이지만 이들은 말리군에게 기초적인 군사 교육을 제공할 것으로 보인다. 교육 범위는 의사소통, 작전계획, 응급처치 및 물자 보급 등이 포함된다.

## 훈련 프로그램

### 플린트락

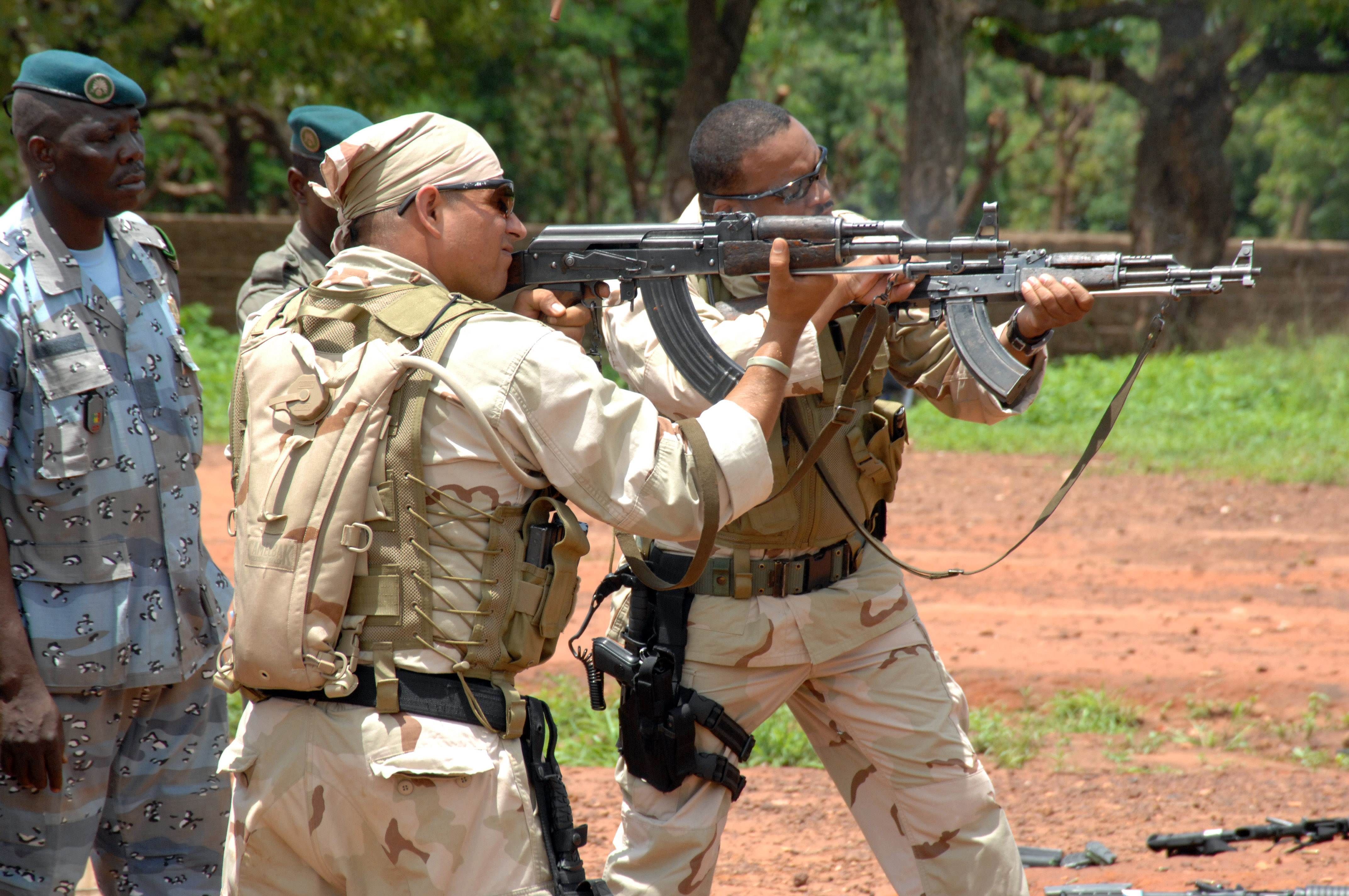
미국 해군 요원이 2007 플린트락 훈련에서 소총 사용법을 알려주고 있다

1년에 2번 연합 합동 교환 훈련 계획은 다국적 훈련 연습을 주관한다. 플린트락이라 불리는 이러한 훈련은 미국뿐만 아니라 다른 국가의 특수부대를 강화하는 역할을 하고 있다. 참여자들은 사헬 지역의 군대와 북대서양 조약 기구 가입국의 군대이다. 플린트락은 1988년 시작되어 항구적 자유 작전을 통해 유지되고 있으며 현재는 아프리카에서 개최되고 있다.  훈련은 의료 교육과 보병 훈련, 평화유지작전 및 공수 작전, 인도적 지원, 그리고 리더십 배양 등을 가르치고 있다. 주최 국가의 욕구에 따라 이러한 훈련 종목의 양이 결정된다. 게다가 참가자들이 다른 시나리오에 놓인 경우에는 훈련 기간 동안 배우는 기술도 달라지게 된다.
말리는 2012년 훈련을 주최할 예정이었으나 미국은 이 훈련을 연기하기로 결정했다. 이는 2012년 북부 말리 분쟁이 영향을 끼친 것으로 분석되고 있다.

### 아틀라스 협정
플린트락 훈련이 연기되었지만, 말리에서의 다른 훈련 프로그램은 그렇지 않았다. 2012년 설립된 아틀라스 협정은 기술학에 집중하여 수많은 전술들을 아프리카의 각국 군대에게 전파하는 것이 주요 목적이었다.  훈련은 실습과 교육 훈련도 포함된다. 아틀라스 협정 12조는 기술학과 공중 재보급에 집중되었지만 2013년의 훈련은 공중 기술뿐만 아니라, 지휘, 통제, 의사소통 및 컴퓨터 기술도 포함될 것으로 보인다.

### 아프리카 사자 훈련
가장 큰 훈련인 아프리카 사자는 미국과 모로코에 의해 진행되는 연간 안보 협력 작전이다. 2008년에 설립된 이 프로그램은 공중 전술과 비중요 무기 훈련 및 합동 무장 훈련으로 구성되어 있다. 900명 이상의 모로코군과 1,200명의 미군이 2주 간의 훈련에 참여한다.

## 같이 보기
- 마그레브 반란 (2002년~현재)
- 사헬 전쟁